# James Cockburn

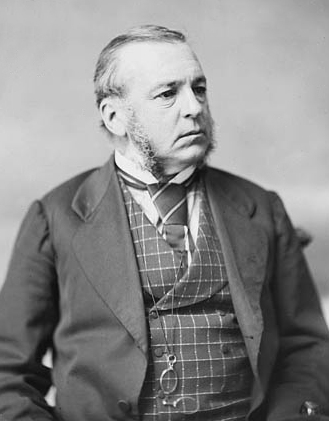
James Cockburn

James Cockburn, QC (* 13. Februar 1819 in Berwick-upon-Tweed, Northumberland; † 14. August 1883 in Ottawa) war ein kanadischer Politiker. Als einer der Väter der Konföderation gehört er zu den Wegbereitern des 1867 gegründeten kanadischen Bundesstaates. Von 1867 bis 1874 und von 1878 bis 1881 war er konservativer Abgeordneter des Unterhauses, bis 1874 auch dessen erster Speaker.
Für sein Wirken als einer der „Väter der Konföderation“ und erster Sprecher der Unterhauses ehrte die kanadische Regierung, vertreten durch den für das Historic Sites and Monuments Board of Canada zuständigen Minister, James Cockburn am 29. Mai 1939 und erklärte ihn zu einer „Person von nationaler historischer Bedeutung“.

## Biografie
1832 wanderte Cockburn mit seiner Familie aus und ließ sich in Montreal nieder. Der Vater starb dort ein Jahr später und die Familie zog weiter nach York in Oberkanada (heute Toronto), wo der Sohn das Upper Canada College besuchte. Cockburn studierte Recht, erhielt 1846 die Zulassung als Rechtsanwalt und eröffnete in Cobourg eine Kanzlei. Daneben war er auch als Bauunternehmer, Versicherungsagent und Grundstücksmakler tätig. In den Jahren 1855–1856 und 1859 war er Stadtrat von Cobourg.
Cockburn kandidierte 1861 bei der Wahl zum Unterhaus der Provinz Kanada und siegte im Wahlbezirk Northumberland West. Obwohl als Gegner der Regierung angetreten, wechselte er zwei Jahre später die Seite und unterstützte nun den Konservativen John Macdonald. Im März 1864 folgte die Ernennung zum Justizminister. Cockburn nahm im Oktober 1864 an der Québec-Konferenz teil, wo über die Schaffung eines föderalen Bundesstaates in Britisch-Nordamerika verhandelt wurde.
Bei der ersten kanadischen Unterhauswahl im September 1867 setzte sich Cockburn im unverändert gebliebenen Wahlbezirk Northumberland West durch. Premierminister Macdonald berief ihn zwar nicht ins Bundeskabinett, ernannte ihn aber stattdessen zum Speaker des Unterhauses. Cockburn verlor seinen Sitz bei der Unterhauswahl 1874, als die Konservativen aufgrund des aufgeflogenen Pacific-Skandals eine schwere Niederlage erlitten. Vier Jahre später eroberte er sein Parlamentsmandat zurück, spielte aber im Unterhaus keine besondere Rolle mehr und trat schließlich im November 1881 aus gesundheitlichen Gründen zurück.